# Banque SYZ
La Banque SYZ SA est une banque privée genevoise du groupe bancaire suisse SYZ fondée en 1996 par Eric Syz, Alfredo Piacentini et Paolo Luban. En juin 2014, deux des cofondateurs ont décidé de donner une nouvelle orientation à leur carrière. Eric Syz a donc pris le contrôle de la quasi-totalité des actions de la holding du Groupe.
La banque se consacre à la gestion de fortune à travers deux activités : la banque privée (SYZ Wealth Management) et la gestion institutionnelle (SYZ Asset Management), sous forme de mandats ségrégués ou à travers les fonds de placement OYSTER Funds.
La banque est implantée en Suisse à Genève, Zurich, Lugano, Locarno - et à l'étranger à Milan, Madrid, Londres, Édimbourg, Luxembourg, Bruxelles, Paris, Munich, Nassau, Miami et Johannesburg. Les actifs en gestion du Groupe au 31 décembre 2017 se montent à CHF 37.2 milliards.
Le 16 février 2021, le Groupe annonce sa nouvelle identité visuelle ainsi que son slogan « For the future... ». 

## Histoire
- 1996 - La Banque SYZ SA est fondée à Genève, la SICAV luxembourgeoise OYSTER également[10],[11].
- 1999 - La Banque SYZ commence son développement à l'international à Nassau en créant SYZ Bank & Trust et en Suisse avec l'ouverture de bureaux à Lugano puis Locarno[12].
- 2001 - De nouveaux bureaux s'ouvrent au Luxembourg, immédiatement suivis par une implantation à Londres.
- 2002 - La Banque SYZ s'associe au groupe italien Albertini pour créer la société de gestion Albertini SYZ à Milan.
- 2003 - Albertini SYZ se transforme en banque et devient la Banca Albertini SYZ. La même année, la Banque SYZ ouvre son agence de Zurich[13].
- 2010 - La Banque SYZ décide de regrouper toutes ses activités de gestion institutionnelle dans une nouvelle entité SYZ Asset Management[14].
- 2011 - La Banque SYZ ouvre un bureau à Paris, destiné à la commercialisation de ses fonds de placement OYSTER auprès de la clientèle institutionnelle française.
- 2012 - La Banque SYZ crée SYZ Swiss Advisors, une société de gestion suisse enregistrée auprès de la Securities and Exchange Commission (SEC) et spécialement destinée aux investisseurs américains.
- 2013 - À la suite d'un conflit du droit du travail avec un ancien collaborateur, une procédure judiciaire a été engagée contre la banque en France pour soupçons de travail dissimulé. Aucun jugement n'a été encore rendu[15]. La même année, la Banque SYZ prend le contrôle de la Banca Albertini SYZ en 2013[13].
- 2014 - La Banque SYZ annonce sa décision d'externaliser une partie de ses activités de back-office et d'informatique, avec la suppression possible de 30 à 45 postes sur un total de 450 collaborateurs[16]. À l'occasion d'une des fenêtres de sortie de leur contrat d'association, deux des trois associés fondateurs, Alfredo Piacentini et Paolo Luban, quittent le groupe. Eric Syz en devient ainsi l'actionnaire majoritaire et le CEO[4].
- 2015 - La Banque SYZ acquiert Royal Bank of Canada (Suisse) SA[17].
- 2016 - Un bureau de SYZ Asset Management (Europe) Limited est ouvert à Munich.
- 2017 - Un bureau de SYZ Asset Management (Europe) Limited est ouvert à Madrid[18].

## Affiliations
La banque est membre des associations suivantes : 
- Association Suisse des Banquiers[19] ;
- Fondation Genève Place Financière[20] ;
- Association de Banques Suisses de Gestion[21] ;
- Association Suisse des Gérants de Fortune[22] ;
- Associazione Bancaria Ticinese[23].